# Cucina modenese
La cucina modenese è l'insieme delle specialità culinarie prodotte nella provincia di Modena. Le specialità modenesi presentano molte somiglianze con quelle delle altre cucine emiliane, come ad esempio la cucina reggiana e bolognese.
I prodotti tipici della cucina modenese sono tutti essenzialmente a base di suino.
La cucina modenese è una cucina molto antica, citata già in alcuni libri del 1300, ad esempio nel Decameron del Boccaccio, che cita i tortellini, ed il Parmigiano Reggiano.

## Prodotti DOC, DOP, IGP
Il prodotto con marchio di origine forse più caratterizzante la zona modenese, sicuramente il suo fiore all'occhiello, è l'Aceto Balsamico Tradizionale di Modena DOP, prodotto storicamente e culturalmente "vicino" all'Aceto balsamico di Modena IGP, ma con caratteristiche produttive, chimico-fisiche ed organolettiche decisamente differenti. Sicuramente la notorietà della dicitura "aceto balsamico" è dovuta alla grande diffusione che ha avuto a livello mondiale il prodotto IGP, soprattutto grazie all'industrializzazione degli anni sessanta e settanta. 
Di grande importanza è la produzione del formaggio Parmigiano-Reggiano, di cui la provincia di Modena rappresenta circa il 20% della produzione totale.
Grande importanza a livello culinario è ricoperta dalla carne di maiale, che trova espressione nei marchi di origine del Prosciutto di Modena, del cotechino IGP e dello Zampone Modena: ogni anno a Castelnuovo Rangone, si tiene il Guinness World Record dello zampone più grande del mondo. 
Altro prodotto ad origine controllata che ha reso Modena nota nel mondo è il vino lambrusco, che assomma a quattro marchi DOC: il Lambrusco Modena, il Grasparossa, il Sorbara ed il Salamino.

## Antipasti

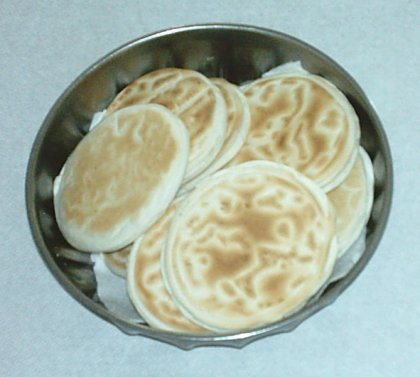
Crescentine modenesi

- affettati misti (prosciutto di Modena, coppa, coppa di testa imbastita, salame all'aglio);
- ciccioli;
- gnocco fritto, prodotto diffuso anche nel Reggiano, nel Bolognese (dove viene chiamato crescentina fritta), nel Parmense (torta fritta) e nella pianura nordorientale Piacentina (chisulén, italianizzato in chisolino);
- crescentina modenese (impropriamente, ma correntemente, chiamata tigella), viene mangiata con il tipico pesto modenese a base di lardo;
- pesto modenese
- borlengo, sottilissima sfoglia ottenuta cuocendo in un'apposita piastra (la "róla", con la "o" chiusa) un impasto di acqua, farina e sale, detto "colla", condito, una volta cotto, prevalentemente con la "cunza", il pesto, altrimenti gustato con salumi, formaggi, e talvolta anche con marmellate o creme al cioccolato. Tipico delle zone montane (in particolare di Guiglia, Zocca, Marano sul Panaro, Serramazzoni e di tutto il Frignano)

## Primi piatti

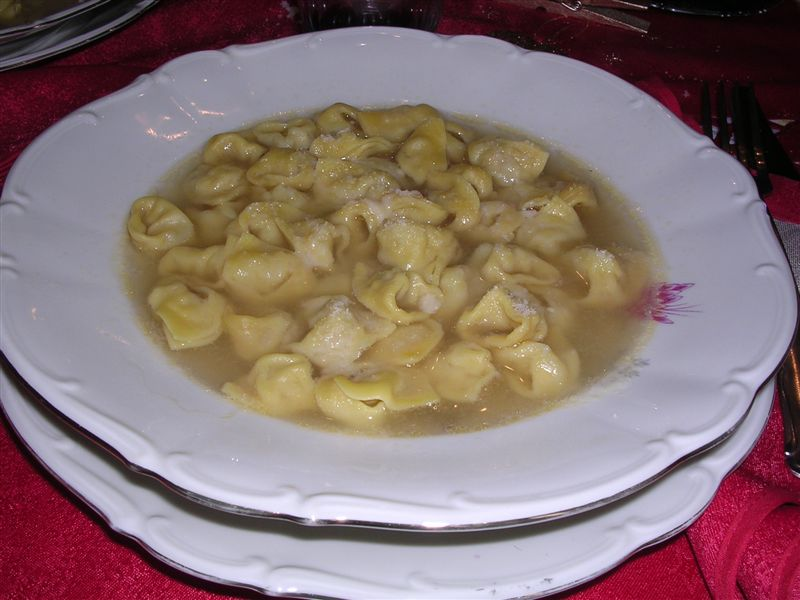
Tortellini in brodo

- tortellini, tipicamente modenesi e bolognesi, tipicamente in brodo abbastanza grasso, ad esempio di cappone. Secondo la leggenda scritta nell'opera di poetica a rime dal modenese Alessandro Tassoni (La secchia rapita), sarebbero nati a Castelfranco Emilia.
- tortelli di zucca
- tortelloni
- rosette alla modenese
- tagliatelle con il ragù. Nell'Appennino modenese vengono preparate con funghi, sugo di cinghiale o lepre.
- maltagliati con fagioli
- passatelli in brodo
- maccheroni al torchio (pasta all'uovo "rigata" durante la sua produzione con un attrezzo denominato torchio), abitualmente con ragù di lepre.
- maccheroni al pettine (o pettinati), simili ai garganelli romagnoli, ma più grossi e realizzati avvolgendo un quadrato di pasta su un bastoncino di legno passato su un "pettine" da tessitura.
- zuppa di spinaci alla modenese, minestra in brodo a base di spinaci, burro, uova, Parmigiano-Reggiano, noce moscata e crostini di pane.

## Secondi piatti
- zampone, prodotto tipico di Modena e provincia, nato a Mirandola durante l'assedio di papa Giulio II del 1511
- bollito misto
- coniglio alla cacciatora
- cotechino
- filetto all'aceto balsamico di Modena

## Salumi e formaggi
- Prosciutto di Modena
- Pancetta coppata Modenese
- Salame all'aglio
- Parmigiano Reggiano, inventato secondo la tradizione nella frazione bibbianese di Barco in provincia di Reggio Emilia[senza fonte]
- pecorino e caprino, prodotti dai pastori nel parco regionale dell'Alto Appennino modenese e del comprensorio del monte Cimone

## Pane
- coppia o crocetta ferrarese
- gnocco al forno
- gnocco fritto
- torta degli ebrei (o sfogliata) di Finale Emilia
- stria (focaccia piatta tipica di Modena)

## Dolci
- torta Barozzi
- spongata

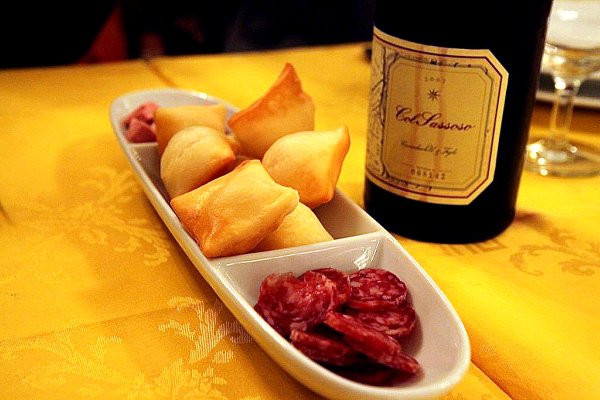
Gnocco Fritto e Lambrusco

- zuppa inglese, tipico dolce bolognese e modenese farcito con crema pasticcera, cacao e liquore
- frappe di Carnevale
- sughi o budino d'uva, prodotto principalmente durante la vendemmia, si presenta come un budino di uva rossa
- torta di riso
- torta di tagliatelle
- tortelli fritti o al forno
- mostarda fine di Carpi
- panone di Natale
- crostata all'amarena brusca (zona di Vignola)
- bensone (ciambella), di solito da inzuppare in un bicchiere di Lambrusco

## Frutta
- ciliegia di Vignola
- mela campanina

## Vini DOC
- Lambrusco Salamino di Santa Croce rosso
- Lambrusco Grasparossa di Castelvetro rosso
- Lambrusco Grasparossa di Castelvetro rosato
- Lambrusco di Sorbara rosso
- Lambrusco di Sorbara rosato
- Trebbiano
- Pignoletto

## Altro
- aceto balsamico di Modena;
- aceto balsamico tradizionale di Modena;
- nocino, tipico liquore emiliano;
- Patata di Montese;
- Sassolino, tipico liquore modenese nato a Sassuolo, da cui il nome Sassolino;
- anicione (andsòn) di Finale Emilia;
- saba.